# Schnapsdrossel
Schnapsdrossel ist eine scherzhafte Bezeichnung für einen Schnapstrinker oder Alkoholiker. Auch ein Mensch, der für ein paar Schnäpse Verdächtige oder Täter verrät, wird als Schnapsdrossel bezeichnet.
Der Begriff wurde vermutlich im späten 19. Jahrhundert gebildet. Schnaps entstand bereits im 18. Jahrhundert aus dem gleichlautenden niederdeutschen Wort für „Schluck“. Mit Drossel ist nicht der Singvogel Drossel gemeint, sondern die Kehle, für die früher Drossel ein geläufiges Wort war (erhalten in erdrosseln). Einer anderen, wohl falschen Erklärung nach soll der Begriff dem Namen der Wacholderdrossel nachgeahmt sein.
Eine vergleichbare Bezeichnung mit derselben Bedeutung ist Schluckspecht.